# Bisdom Marília
Het bisdom Marília (Latijn: Dioecesis Mariliensis) is een rooms-katholiek bisdom met als zetel Marília, in Brazilië. Het bisdom is suffragaan aan het aartsbisdom Botucatu.

## Geschiedenis
Het bisdom werd opgericht op 16 februari 1952, uit delen van het bisdom Lins, en was suffragaan aan het aartsbisdom São Paulo. Op 19 april 1958 veranderde het van kerkprovincie en werd suffragaan aan het nieuw verheven aartsbisdom Botucatu. 

## Parochies
Het bisdom had in 2021 een oppervlakte van 11.959 km2 en telde 743.190 inwoners waarvan 66,2% rooms-katholiek was.

## Bisschoppen
- Hugo Bressane de Araújo (7 oktober 1954 - 23 april 1975; aartsbisschop op persoonlijke titel)
- Daniel Arnaldo Tomasella (23 april 1975 - 9 december 1992; coadjutor 14 januari 1975, hulpbisschop 6 september 1969)
- Osvaldo Giuntini (9 december 1992 - 8 mei 2013; coadjutor 30 april 1987, hulpbisschop 25 juni 1982)
- Luiz Antônio Cipolini (8 mei 2013 - heden)

Botucatu (aartsbisdom) · Araçatuba · Assis · Bauru · Lins · Marília · Ourinhos · Presidente Prudente